# 中生代

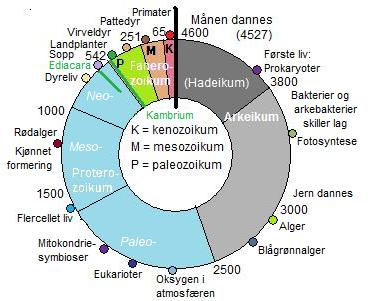
地质时间尺度（挪威语）。 在 Microsoft Paint 中制作。

中生代（英语：Mesozoic）又稱第二紀，是地球地质历史中显生宙的三個地质时代之一，介於古生代與新生代之間，分為三叠纪、侏罗纪和白垩纪三个纪。由於這段時期是蜥形纲脊椎动物彻底击败合弓纲成为食物链上层生态位的优势陆生动物、并压倒各种两栖类、鱼类和头足类成为优势水生动物的时期，因此又稱為爬行動物時代；而因为三叠纪末期灭绝事件后恐龍迅速崛起成为之后1.5亿年之间的优势陆地动物，侏罗纪和白垩纪也可称为恐龙时代。
中生代的名称最早是由意大利地質學家喬瓦尼·阿爾杜伊諾提出，最初称作「第二紀（Secondary）」，以对应古生代的「第一纪」和新生代的「第三纪」与「第四紀」。古生代的英文名称源于希臘文的拉丁化前缀（μεσο-，意为“中间”）和词根（ζῷον，意为“动物、生灵”）。
中生代也是板塊、氣候、生物演化改變極大的時代。在中生代開始時，各大陸連接為一塊超大陸－盘古大陆。盤古大陸後來分裂成南北两片，北部大陆進一步分裂为北美和欧亚大陆，南部大陆分裂为南美、非洲、印度與馬達加斯加、澳洲和南极洲，只有澳洲没有和南极洲完全分裂。中生代的氣候非常溫暖，對動物的演化產生影響。

## 年代
中生代的年代為2.51亿年前至6600万年前，前後橫跨1.8億年，可以分為三個紀：
- 三疊紀：2億5190萬年前到2億130萬年前
- 侏羅紀：2億130萬年前到1億4500萬年前
- 白堊紀：1億4500萬年前到6600萬年前

中生代的上界限是二疊紀-三疊紀滅絕事件，这一事件滅絕了当时90%到96%的海洋生物，與70%的陸生生物，也是地質年代中最嚴重的生物大滅絕事件，因此又稱為大死亡（The Great Dying）；下界限是白堊紀-第三紀滅絕事件，可能是由猶加敦半島的希克蘇魯伯撞擊事件造成，此次滅絕事件造成當時的50%物種消失，包括所有的非鳥恐龍。

## 板塊
古生代晚期的大陸位置相當不明確，而科學家已能大致推算出中生代的各大陸位置。在中生代開始時，各大陸連接為一塊超大陸－盘古大陆。盤古大陸後來分裂成南北两片，北方的勞亞大陸，與南方的岡瓦納大陆，之间是特提斯海。各大陸的分裂形成大西洋沿岸的被動大陸邊緣，例如美國的東部海岸。
在中生代期間，各大陸逐漸移動到接近現在的位置。勞亞大陸分裂为北美和欧亚大陆，南方的岡瓦納大陆分裂为南美、非洲、印度與馬達加斯加、澳洲和南极洲，只有澳洲没有和南极洲完全分裂。印度在新生代時期與歐亞大陸碰撞、聚合，形成喜馬拉雅山脈。

## 氣候
三疊紀的全球氣候較為乾旱，季節性變化大，尤其是盤古大陸內部；自石炭紀晚期開始，全球的氣候逐漸變得乾旱。這段時期的海平面低，可能助長了極端的氣溫。由於水的比熱高，大體積的水體可以穩定氣溫，尤其是海洋，而鄰近大規模水體的陸地氣溫變化較小。由於盤古大陸的內陸區域離海洋很遠，這些地區的氣溫變化非常大，可能有廣大的沙漠。大量的紅層與蒸發岩（例如鹽），支持這個理論。
在侏羅紀時期，海平面開始上升，原因可能是海底擴張的加速。新形成的海洋地殼，使海平面上升至現今的海拔200公尺左右。此外，盤古大陸開始分裂，形成特提斯洋。氣溫逐漸上升、穩定。由於各大陸接鄰海洋，沙漠縮小，大氣中的溼度增加。
白堊紀的氣候狀況較不確定，也較多爭議。大氣層中的二氧化碳含量高，使熱帶與極區的溫度梯度較為平順，各地區的氣溫差異不大。平均氣溫高於現今約攝氏10°。在白堊紀中期，赤道地區的海洋底層溫度約為攝氏42°，對於許多海洋生物可能過於溫暖，鄰近赤道海洋的陸地反而成為沙漠。海洋低層的氧氣循環系統，可能因此緩慢、中斷。因此，大量的生物有機體無法順利分解，進而大量堆積，最終沉積成油頁岩。
但是，不是所有的現存資料可以支持以上假說。即使全球的氣候溫暖，極區的冰帽、冰河仍最造成氣溫的變動；但目前並沒有發現中生代有冰帽、冰河存在的證據。定量模型可能無法重建出白堊紀的平坦溫度梯度。
在中生代時期，大氣層中的氧氣含量約12－15%，低於現今的20－21%。某些科學家甚至提出12%的氧氣含量，因為這是自然燃燒的最低氧氣濃度。但是一個2008年的研究，認為自然燃燒的最低氧氣濃度是15%。

## 生物

### 三叠纪
發生於二疊紀末期的滅絕事件，滅絕當時地球的大部分生物，使許多生物在事件後開始輻射適應。大型植食性與肉食性恐頭獸類的消失，形成許多空缺的生態位。繼續存活的二齒獸類、犬齒獸類佔據部分生態位。在二疊紀末滅絕事件後數百萬年，大型主龍類爬行動物成為中生代的陸地優勢動物，包括：原始鱷魚、恐龍、翼龍類；水中的爬行動物則有：幻龍類、魚龍類、蛇頸龍類。
三叠纪的恐龙体型较小，主要生活在炎热贫瘠的环境中。早期出现的恐龙包括艾雷拉龙、板龙、钦迪龙、腔骨龙、始盗龙等。

### 侏罗纪
侏罗紀晚期與白堊紀的氣候變遷，造成另一次輻射適應。巨大的植食性蜥脚类恐龙（腕龙、梁龙）和大型肉食性恐龙（异特龙）出现。这一时期的常见植物包括针叶树、银杏、苏铁和蕨类植物。
主龍類的多樣性在侏儸紀時期達到高峰，鸟翼类和胎盤類哺乳动物也開始出現並持續發展。
部分科學家認為昆蟲的一些器官相當適合被子植物，尤其是口器，而認為昆蟲與被子植物同時開始多樣化。但是昆蟲的口器的出現時間远早於被子植物，也早於昆蟲開始多樣化的時間，因此昆蟲的口器是基於其他原因而演化出現的。

### 白垩纪
随着大陆持续分裂，白垩纪的恐龙开始往不同的方向演化，产生了暴龙、三角龙和禽龙以及其他新物种。翼龙、鳥類（主要為反鳥亞綱）和昆虫佔領着天空。
白堊紀早期（145－100百萬年前）陸地逐漸被擴張的海洋分隔，因此也導致大多數（除了南美洲之外）蜥腳下目走向滅絕。部分會進行跳島的恐龍，如美扭椎龍，演化出適應歐洲沿岸以及島嶼生活的特徵。許多恐龍也演化以填補侏儸紀-白堊紀滅絕事件所空下來的生態區位，例如鯊齒龍以及棘龍。其中最成功的物種為禽龍，幾乎散佈至全球各洲。極地在某些時節會變得十分寒冷，但是有些恐龍例如雷利諾龍與木他龍仍然生存於極地的森林之中。極地對於鱷魚來說太過於寒冷，因此最後的離片椎目物種酷拉龍得以在此存活。翼龍開始演化出更大型的物種像是古神翼龍以及鳥掌翼龍。哺乳動物繼續興盛：真三尖齒獸類出現了體型較大、類似貂熊的掠食者爬獸及戈壁錐齒獸；獸亞綱也開始有後獸下綱及真獸下綱的物種出現；多瘤齒獸目的土鼠亞目在此時的化石紀錄十分普遍。
被子植物在白堊紀早期开始发展，自熱帶地區開始出現，白堊紀的全球氣溫允許被子植物分佈到極區。在白堊紀末期，被子植物已經成為許多地區的大型優勢植物，若以生物量計算，各地的優勢植物仍是裸子植物、蕨類，直到白堊紀末滅絕事件的發生。
在中生代的進程中，早期的大型動物逐漸減少，而小型動物的數量逐漸增多，包括蜥蜴、蛇、哺乳類、鳥翼類、非鸟恐龙。白堊紀末滅絕事件更加重這種傾向，大型的主龍類消失，而鳥類與哺乳類繼續存活至今。
中生代末发生了白垩纪灭绝事件，50%的生物灭绝，包括所有的非鸟恐龙。大多学者认为有一颗彗星撞击地球，引起特大气候变化，很多动物，尤其是部分变温动物，无法适应低温而灭绝。

## 外部連結
- The Mesozoic from Palaeos
- The Mesozoic, age of cycads and dinosaurs
- Mesozoic terrestrial ecosystems
- Mesozoic climates
- Paleozoic/Mesozoic climate